# Christian Gaty
Christian Gaty, pseudoniem voor Christian Roger Jean Gatignol, (Bourg-en-Bresse, 9 februari 1925 – Parijs, 26 juli 2019) was een Frans striptekenaar.
Na zijn studie begon Gaty zijn striptekenaarscarrière bij de Franse cartoonist Raymond Poïvet (1910-1999). Hij tekende vanaf 1947 verhalen in het Franse stripblad Vaillant en begon zijn eigen serie Jack Tremble. Vanaf 1949 tekende hij daarnaast ook krantenstrips waaronder L'Atlantide voor de krant France-Soir en Le Forgeron de la Cour Dieu voor Libération. Hij verscheen in het Franse stripblad Pilote met Le Roman Vrai du Premier Maillot Jaune en enkele historische verhalen. In de jaren 60 en 70 maakte hij samen met Lucien Nortier Dany, Hôtesse de Paris, Thierry la Fronde, Mademoiselle d'Artagnan, Robin des Bois, Le Grêlé 7/13 en Fanfan la Tulipe. Met René Deynis en Denis Sérafini maakte hij Les Espadons en in 1990 maakte hij met Jean-Marie Le Guevellou het historische stripboek Henri IV. Van 1982 tot 1997 werkte hij samen met Jean-Michel Charlier en na diens dood met Jean Ollivier aan de stripboekenreeks Roodbaard.
- Biblioteca Nacional de España: XX1067759
- Bibliothèque nationale de France: cb11904291h (data)
- International Standard Name Identifier: 0000 0001 1878 1448
- Library of Congress Control Number: no96029259
- Nationale Bibliotheek van Israël: 987007398424605171
- Nederlandse Thesaurus van Auteursnamen: 070218420
- Système universitaire de documentation: 082754039
- Virtual International Authority File: 76315956
- WorldCat: E39PBJg8yGY8VTJWPxCqGJtR8C